# Natação no Campeonato Mundial de Esportes Aquáticos de 2011 - 200 m peito feminino

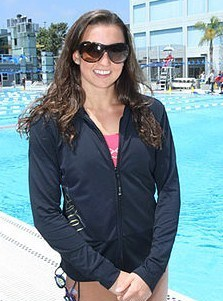
Rebeca Soni (USA) Medalhista de ouro nesta prova.

A prova dos 200 metros nado peito feminino da natação no Campeonato Mundial de Esportes Aquáticos de 2011 ocorreu nos dias 28 de julho e 29 de julho no Shanghai Oriental Sports Center  em Xangai.

## Recordes
Antes desta competição, os recordes mundiais e do campeonato nesta prova eram os seguintes:
| Tipo                  | Atleta         | Tempo   | Local | Data                |
| --------------------- | -------------- | ------- | ----- | ------------------- |
|                       | Annamay Pierse | 2:20.12 | Roma  | 30 de julho de 2009 |
| Recorde do campeonato | Annamay Pierse | 2:20.12 | Roma  | 30 de julho de 2009 |

## Medalhistas
| Ouro               | Prata                 | Bronze              |
| Rebecca Soni (USA) | Yuliya Yefimova (RUS) | Martha McCabe (CAN) |

## Resultados

### Eliminatórias
38 nadadores  de 31 nações participaram da prova. Os 16 melhores competidores se classificaram para as semifinais.
| Pos. | Bateria | Raia | Nadadora                | Nacionalidade  | Tempo   | Notas            |
| ---- | ------- | ---- | ----------------------- | -------------- | ------- | ---------------- |
| 1    | 5       | 4    | Rebecca Soni            | Estados Unidos | 2:23.30 | Q                |
| 2    | 3       | 6    | Rikke Pedersen          | Dinamarca      | 2:25.86 | Q                |
| 3    | 5       | 5    | Yuliya Yefimova         | Rússia         | 2:25.98 | Q                |
| 4    | 5       | 3    | Amanda Beard            | Estados Unidos | 2:26.73 | Q                |
| 5    | 5       | 7    | Marina García Urzainqui | Espanha        | 2:26.96 | Q                |
| 6    | 5       | 6    | Sally Foster            | Austrália      | 2:27.07 | Q                |
| 7    | 4       | 4    | Annamay Pierse          | Canadá         | 2:27.14 | Q                |
| 8    | 3       | 3    | Martha McCabe           | Canadá         | 2:27.16 | Q                |
| 9    | 4       | 5    | Sun Ye                  | China          | 2:27.17 | Q                |
| 10   | 4       | 6    | Rie Kaneto              | Japão          | 2:27.17 | Q                |
| 11   | 5       | 1    | Nađa Higl               | Sérvia         | 2:27.39 | Q                |
| 12   | 4       | 8    | Back Su-Yeon            | Coreia do Sul  | 2:27.43 | Q                |
| 13   | 3       | 2    | Sara El Bekri           | Marrocos       | 2:27.48 | Q                |
| 14   | 4       | 1    | Fanny Lecluyse          | Bélgica        | 2:27.67 | Q                |
| 15   | 3       | 7    | Chiara Boggiatto        | Itália         | 2:27.84 | Q                |
| 16   | 3       | 1    | Stacey Tadd             | Reino Unido    | 2:27.88 | Q                |
| 17   | 3       | 5    | Ji Liping               | China          | 2:27.91 |                  |
| 18   | 3       | 4    | Satomi Suzuki           | Japão          | 2:27.98 |                  |
| 19   | 5       | 2    | Jeong Darae             | Coreia do Sul  | 2:28.14 |                  |
| 20   | 5       | 8    | Molly Renshaw           | Reino Unido    | 2:28.35 |                  |
| 21   | 4       | 3    | Sara Nordenstam         | Noruega        | 2:28.88 |                  |
| 21   | 4       | 2    | Joline Höstman          | Suécia         | 2:28.88 |                  |
| 23   | 4       | 7    | Rebecca Kemp            | Austrália      | 2:29.82 |                  |
| 24   | 2       | 4    | Jenna Laukkanen         | Finlândia      | 2:30.51 |                  |
| 25   | 2       | 3    | Martina Moravčíková     | Chéquia        | 2:31.46 |                  |
| 26   | 3       | 8    | Tanja Smid              | Eslovênia      | 2:32.26 |                  |
| 27   | 2       | 6    | Raminta Dvariskyte      | Lituânia       | 2:33.79 |                  |
| 28   | 2       | 2    | Evghenia Tanasienco     | Moldávia       | 2:34.00 | Recorde nacional |
| 29   | 2       | 5    | Tessa Brouwer           | Países Baixos  | 2:34.93 |                  |
| 30   | 2       | 7    | Talanova Daria          | Quirguistão    | 2:38.07 |                  |
| 31   | 1       | 5    | Lei On Kei              | Macau          | 2:41.62 |                  |
| 32   | 1       | 6    | Matelita Buadromo       | Fiji           | 2:44.01 |                  |
| 33   | 2       | 8    | Maria Coy               | Guatemala      | 2:45.32 |                  |
| 34   | 2       | 1    | Nibal Yamout            | Líbano         | 2:45.35 |                  |
| 35   | 1       | 3    | Ana Maria Castellanos   | Honduras       | 2:45.63 |                  |
| 36   | 1       | 4    | Jessica Stephenson      | Guiana         | 2:46.28 |                  |
| 37   | 1       | 2    | Daniela Lindemeier      | Namíbia        | 2:47.56 |                  |
| 38   | 1       | 2    | Anum Bandey             | Paquistão      | 2:58.85 |                  |

### Semifinal
Estes são os resultados das semifinais.

#### Semifinals 1
| Pos. | Raia | Nadadora       | Nacionalidade  | Tempo   | Notas |
| ---- | ---- | -------------- | -------------- | ------- | ----- |
| 1    | 4    | Rikke Pedersen | Dinamarca      | 2:24.80 | Q     |
| 2    | 6    | Martha McCabe  | Canadá         | 2:24.86 | Q     |
| 3    | 2    | Rie Kaneto     | Japão          | 2:25.41 | Q     |
| 4    | 1    | Fanny Lecluyse | Bélgica        | 2:25.92 |       |
| 5    | 5    | Amanda Beard   | Estados Unidos | 2:25.99 |       |
| 6    | 3    | Sally Foster   | Austrália      | 2:26.43 |       |
| 7    | 7    | Back Su-Yeon   | Coreia do Sul  | 2:26.61 |       |
| 8    | 8    | Stacey Tadd    | Reino Unido    | 2:26.73 |       |

#### Semifinals 2
| Pos. | Raia | Nadadora                | Nacionalidade  | Tempo   | Notas |
| ---- | ---- | ----------------------- | -------------- | ------- | ----- |
| 1    | 4    | Rebecca Soni            | Estados Unidos | 2:21.03 | Q     |
| 2    | 5    | Yuliya Yefimova         | Rússia         | 2:23.66 | Q     |
| 3    | 2    | Sun Ye                  | China          | 2:24.59 | Q     |
| 4    | 6    | Annamay Pierse          | Canadá         | 2:24.73 | Q     |
| 5    | 7    | Nađa Higl               | Sérvia         | 2:25.56 | Q     |
| 6    | 3    | Marina García Urzainqui | Espanha        | 2:25.79 |       |
| 7    | 1    | Sara El Bekri           | Marrocos       | 2:26.74 |       |
| 8    | 8    | Chiara Boggiatto        | Itália         | 2:28.14 |       |

### Final
Estes são os resultados da final.
| Pos.              | Raia | Nadadora        | Nacionalidade  | Tempo   | Notas            |
| ----------------- | ---- | --------------- | -------------- | ------- | ---------------- |
| Medalha de ouro   | 4    | Rebecca Soni    | Estados Unidos | 2:21.47 |                  |
| Medalha de prata  | 5    | Yuliya Yefimova | Rússia         | 2:22.22 | Recorde nacional |
| Medalha de bronze | 7    | Martha McCabe   | Canadá         | 2:24.81 |                  |
| 4                 | 3    | Sun Ye          | China          | 2:25.09 |                  |
| 5                 | 1    | Rie Kaneto      | Japão          | 2:25.36 |                  |
| 6                 | 8    | Nađa Higl       | Sérvia         | 2:25.93 |                  |
| 7                 | 2    | Rikke Pedersen  | Dinamarca      | 2:26.56 |                  |
| 8                 | 6    | Annamay Pierse  | Canadá         | 2:27.00 |                  |

Legenda
| Recorde mundial       | Recorde mundial (World record)               |                       | Recorde africano                      | Recorde africano (African) |                                           | Q | Classificado por posição (Qualified) |
| Recorde do campeonato | Recorde do campeonato (Championship record)  | Recorde da América    | Recorde da América (Americas)         | q                          | Classificado por melhor tempo (Qualified) |   |                                      |
| Melhor marca do ano   | Melhor marca do ano (World leading)          | Recorde asiático      | Recorde asiático (Asian)              | DNS                        | Não largou (Did not start)                |   |                                      |
| Recorde nacional      | Recorde nacional (National record)           | Recorde europeu       | Recorde europeu (European)            | DNF                        | Não terminou (Did not finish)             |   |                                      |
| Recorde pessoal       | Recorde pessoal do atleta (Personal best)    | Recorde da Oceania    | Recorde da Oceania (Oceania)          | DSQ / DQ                   | Desclassificado (Disqualified)            |   |                                      |
| Recorde da temporada  | Recorde da temporada do atleta (Season best) | Recorde sul-americano | Recorde sul-americano (South America) | NM                         | Sem marca (No mark)                       |   |                                      |